# Luci Pinari Mamercí Rufus (tribú 432 aC)
Luci Pinari Mamercí Rufus (llatí: Lucius Pinarius L. f. P. n. Mamercinus Rufus) va ser un magistrat romà, probablement fill de Lucius Pinarius Mamercinus Rufus. Formava part de la gens Pinària i era de l'antiga família dels Mamercí.
Va ser tribú amb potestat consolar l'any 432 aC. Ja havia remès l'epidèmia de pesta de l'any anterior, i com que s'havien fet bones previsions de blat, no es va passar gana. Hi va haver però tensions socials. Els tribuns de la plebs es lamentaven de què no hi hagués tribuns amb potestat consular d'origen plebeu. Pinari i els seus companys van presentar una llei, la Lex Pinaria de ambitu on es determinava que no es podia exagerar el color blanc de les túniques que portaven els candidats. Es feia per evitar la corrupció electoral, però el senat, quan va convocar les noves eleccions, va decidir que fossin per elegir cònsols.